# Szolnok
Szolnok (pronunciado [ˈsolnok]) es una ciudad y condado urbano (en húngaro: "megyei jogú város") del centro de Hungría, capital del condado de Jász-Nagykun-Szolnok.

## Historia

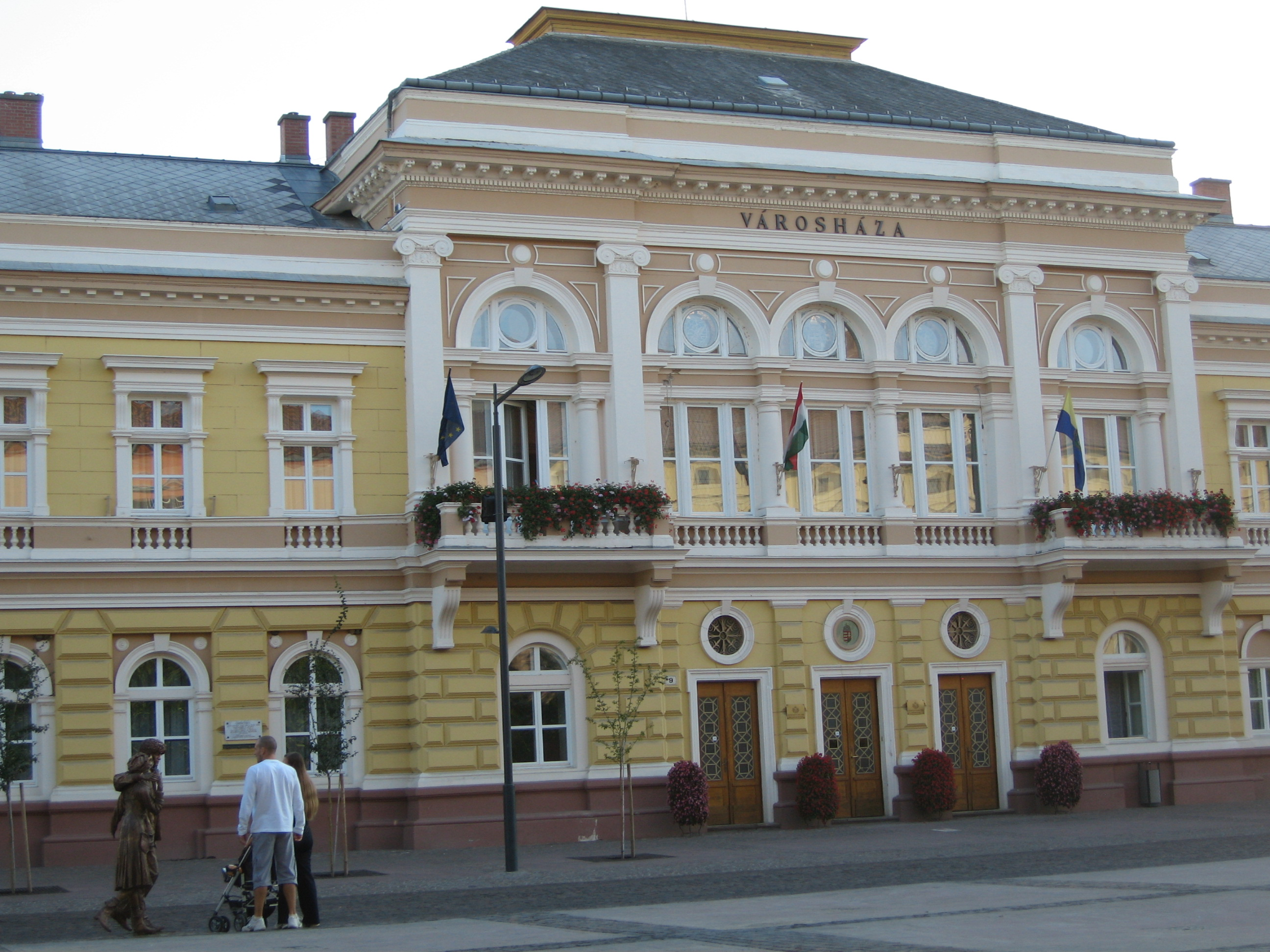
Ayuntamiento de Szolnok.

El lugar que ocupa hoy día la ciudad de Szolnok ha estado habitado desde muy antiguo, debido a la cercanía del río. Antes de la conquista de Hungría por parte de los magiares, allí vivieron celtas, eslavos y los ávaros. Los húngaros se asentaron en la zona en el siglo X. 
Szolnok tomó su nombre original, Zounok, del jefe de condado y de su castillo, construido en 1030, y la primera noticia que se tiene de la ciudad es del año 1075. En aquel entonces era la capital del condado de Szolnok. Durante la invasión europea por parte de los mongoles la ciudad quedó desierta hasta que el rey Béla IV trasladó allí a nuevos habitantes. Sin embargo, fue tan sólo un pequeño pueblo durante mucho tiempo. 
En 1550 y 1551, cuando el Imperio otomano amenazaba con invadir el país, se fortificó el castillo y se construyó el muro de la ciudad. Los otomanos sitiaron el castillo, que capituló el 4 de septiembre de 1552. Los recién llegados construyeron una mezquita, baños públicos y un minarete, la mayoría de los cuales han sido destruidos desde entonces. Además, el único códice turco hecho en Hungría fue copiado en Szolnok. 
La ciudad de Szolnok fue liberada del mandato otomano en el año 1685, pero fue completamente destruida a principios del siglo XVIII en la revolución liderada por Francisco II Rákóczi. La zona del condado de Szolnok más exterior fue anexionada al Condado de Heves temporalmente. 
Szolnok comenzó a prosperar de nuevo en el siglo XVIII. La importancia de la ciudad crecía cada vez más gracias al control del río Tisza y el tráfico de barcos de vapor. Desde 1847 Szolnok estuvo conectada con Pest por ferrocarril.
Entre los años 1848 y 1849, los habitantes de la localidad participaron en la revolución contra los Habsburgo. En la Batalla de Szolnok los austriacos fueron derrotados por las fuerzas del general János Damjanich.
Tras el Compromiso Austrohúngaro, en 1867, tanto la población como la importancia de Szolnok aumentaron. Nueve años más tarde, en 1876, la ciudad recuperó su consideración de capital de condado. Ya por el año 1879 alcanzaba la cifra de dieciséis mil habitantes.
La Primera y la Segunda Guerra Mundial fueron devastadoras para la ciudad, que sufrió mucho. Fue objeto de intensos bombardeos en 1944, por lo que las tropas soviéticas que liberaron la ciudad encontraron a pocas personas allí. Después de 1945, en la era socialista, Szolnok inició un nuevo proceso de recuperación y empezó a prosperar una vez más. Se construyeron fábricas y también el turismo creció debido a la apertura de baños termales. 
El 13 de noviembre de 1990 a Szolnok se le otorgó el grado de ciudad con derechos condales.

## Geografía y clima
Szolnok se encuentra a unos cien kilómetros al sudeste de Budapest, en el medio de la Gran Llanura Húngara, en la confluencia de los ríos Tisza y Zagyva. El clima de la zona es continental, con veranos calurosos y secos e inviernos muy fríos. La media anual de precipitaciones es de aproximadamente 480-500 mm.
| Parámetros climáticos promedio de Szolnok | Parámetros climáticos promedio de Szolnok | Parámetros climáticos promedio de Szolnok | Parámetros climáticos promedio de Szolnok | Parámetros climáticos promedio de Szolnok | Parámetros climáticos promedio de Szolnok | Parámetros climáticos promedio de Szolnok | Parámetros climáticos promedio de Szolnok | Parámetros climáticos promedio de Szolnok | Parámetros climáticos promedio de Szolnok | Parámetros climáticos promedio de Szolnok | Parámetros climáticos promedio de Szolnok | Parámetros climáticos promedio de Szolnok | Parámetros climáticos promedio de Szolnok |
| Mes                                       | Ene.                                      | Feb.                                      | Mar.                                      | Abr.                                      | May.                                      | Jun.                                      | Jul.                                      | Ago.                                      | Sep.                                      | Oct.                                      | Nov.                                      | Dic.                                      | Anual                                     |
| ----------------------------------------- | ----------------------------------------- | ----------------------------------------- | ----------------------------------------- | ----------------------------------------- | ----------------------------------------- | ----------------------------------------- | ----------------------------------------- | ----------------------------------------- | ----------------------------------------- | ----------------------------------------- | ----------------------------------------- | ----------------------------------------- | ----------------------------------------- |
| Temp. máx. abs. (°C)                      | 16.9                                      | 20.3                                      | 24.5                                      | 29.9                                      | 34.2                                      | 37.4                                      | 40.8                                      | 40.7                                      | 36.9                                      | 28.9                                      | 22.4                                      | 18.0                                      | 40.8                                      |
| Temp. máx. media (°C)                     | 2.5                                       | 5.4                                       | 11.4                                      | 17.8                                      | 22.9                                      | 26.6                                      | 28.7                                      | 28.8                                      | 23.0                                      | 16.8                                      | 9.7                                       | 3.2                                       | 16.4                                      |
| Temp. media (°C)                          | −0.3                                      | 1.7                                       | 6.4                                       | 12.1                                      | 17.0                                      | 20.7                                      | 22.6                                      | 22.5                                      | 17.4                                      | 11.9                                      | 6.1                                       | 0.7                                       | 11.6                                      |
| Temp. mín. media (°C)                     | −3.0                                      | −2.0                                      | 1.8                                       | 6.4                                       | 11.2                                      | 14.9                                      | 16.5                                      | 16.3                                      | 11.8                                      | 7.0                                       | 2.6                                       | −1.6                                      | 6.8                                       |
| Temp. mín. abs. (°C)                      | -24.8                                     | -24.1                                     | -14.6                                     | -5.3                                      | 1.0                                       | 4.8                                       | 6.0                                       | 7.0                                       | 1.7                                       | -7.0                                      | -18.4                                     | -18.0                                     | -24.8                                     |
| Precipitación total (mm)                  | 25.2                                      | 30.9                                      | 26.8                                      | 37.0                                      | 65.9                                      | 71.7                                      | 75.3                                      | 56.4                                      | 60.6                                      | 45.8                                      | 42.5                                      | 41.6                                      | 579.7                                     |
| Días de lluvias (≥ 1 mm)                  | 6.6                                       | 6.8                                       | 6.7                                       | 7.1                                       | 8.7                                       | 8.6                                       | 7.6                                       | 6.5                                       | 7.3                                       | 6.8                                       | 8.0                                       | 9.0                                       | 89.7                                      |
| Horas de sol                              | 55.2                                      | 72.7                                      | 144.8                                     | 187.4                                     | 244.6                                     | 244.4                                     | 285.3                                     | 273.5                                     | 162.1                                     | 132.1                                     | 78.8                                      | 42.5                                      | 1923.4                                    |
| Fuente:                                   |                                           |                                           |                                           |                                           |                                           |                                           |                                           |                                           |                                           |                                           |                                           |                                           |                                           |

## Demografía
La evolución de la población de Szolnok desde 1850 ha sido la siguiente:
| 10 617                     | 15 847 | 16 120 | 24 160 | 27 417 | 31 065 | 37 317 | 39 897 | 34 003 | 45 640 | 57 644 | 63 467 | 70 565 | 75 362 | 79 619 | 78 328 | 78 504 | 75 962 | 76 331 | 75 474 | 74 885 |
| (Fuente: [cita requerida]) |        |        |        |        |        |        |        |        |        |        |        |        |        |        |        |        |        |        |        |        |

En 2001 la composición aproximada de la población era un 98% de húngaros, un 1% de gitanos y un 1% restante de otros, principalmente alemanes.

## Turismo y economía
La ciudad conserva restos del castillo medieval que fue conquistado por los turcos en el siglo XVI. Además, Szolnok ofrece a los visitantes numerosos baños termales que incluyen piscinas con fines medicinales para el tratamiento de problemas estomacales y reumáticos. Por otro lado, en la ciudad se encuentran el Museo de la aviación húngara ("Magyar Repüléstörténeti Múzeum") y el Museo de János Damjanich ("Damjanich János Múzeum"). 
Szolnok es un importante centro industrial con fábricas de alimentos, química, mecánica e industria del papel.

## Ciudades hermanadas
Szolnok está hermandada con las siguientes ciudades:
- Baia Mare (Rumanía)
- Bielsko-Biala (Polonia)
- Forlì (Italia)
- Riihimäki (Finlandia)
- Reutlingen (Alemania)
- Shoham (Israel)
- Yuza (Japón)
- Eastwood (Inglaterra)